# 大节竹属
大节竹属（学名：Indosasa）是禾本科下的一个属，为灌木或乔木状竹。该属共有20种，分布于中国和越南。